# Symplocos compacta
Symplocos compacta là một loài thực vật có hoa trong họ Dung. Loài này được J.F. Macbr. miêu tả khoa học đầu tiên năm 1934.